# Muhr
Muhr est une commune autrichienne du district de Tamsweg dans l'État de Salzbourg.

## Géographie
Le territoire communal s'étend dans la région historique de Lungau au cours supérieur de la rivière Mur. La vallée (Murtal) monte jusqu'à la source dans les montagnes des Hohe Tauern qui marquent la frontière avec le land de Carinthie au sud. Les sommets au nord autour du Weisseck (2 711 m) font partie des Niedere Tauern.
La commune fait partie du parc national des Hohe Tauern à l'ouest.